# 4777 Aksenov
4777 Aksenov је астероид главног астероидног појаса чија средња удаљеност од Сунца износи 2,175 астрономских јединица (АЈ).
Апсолутна магнитуда астероида је 14,2.